# Danza&Danza
Danza&Danza è un periodico bimestrale italiano dedicato al mondo della danza.

## Storia
Fu fondato a Milano nel 1986 da Mario Bedendo in collaborazione con Luigi Rossi. Nel 2013 la direzione è succeduta a Maria Luisa Buzzi per DNZ Media editore. A partire dal 2017, la rivista è distribuita in tutti i paesi del mondo con il nome di Danza&Danza International, una edizione in lingua inglese  disponibile tramite applicazione mobile.

## Premi Danza&Danza
Il periodico è meglio noto a livello internazionale per i Premi Danza&Danza (anche chiamati Premi D&D), istituiti nel 1987 da Mario Bedendo e Mario Pasi. Ogni anno, durante una serata di gala itinerante in un teatro italiano, la redazione assegna un riconoscimento di merito ai lavori e agli artisti che si sono distinti sui palcoscenici italiani. I premi sono suddivisi in diverse categorie: spettacoli classici e contemporanei, coreografi, ballerini e autori emergenti. Il presidente di giuria è la direttrice Maria Luisa Buzzi.

### Lista dei premi
- Miglior produzione classica
- Miglior spettacolo contemporaneo
- Miglior coreografo
- Miglior coreografo emergente
- Miglior autore/interprete
- Miglior interprete
- Miglior interprete emergente
- Miglior produzione italiana
- Miglior danzatore italiano all'estero
- Progetto speciale
- Premio alla carriera

### Noti vincitori
- Carlotta Zamparo
- Eleonora Abbagnato
- Alicia Amatriain
- Sergio Bernal Alonso
- Antonella Bertoni
- Roberto Bolle
- Petra Conti
- Elena D'Amario
- Davide Dato
- Alessandra Ferri
- Mathieu Ganio

- Vladislav Lantratov
- Nicoletta Manni
- Hugo Marchand
- Fabrizio Monteverde
- Ohad Naharin
- Olesja Novikova
- Marianela Nunez
- Natalia Osipova
- Sergej Polunin
- Giorgio Rossi

- Susanna Salvi
- Polina Semionova
- Hofesh Shechter
- Christian Spuck
- Paul Taylor
- Jacopo Tissi
- Wim Vandekeybus
- Ivan Vasiliev
- Svetlana Zacharova
- Renato Zanella